# Ottokar Czernin
Ottokar Theobald Otto Maria Graf Czernin von und zu Chudenitz (ur. 26 września 1872 w Dymokurach, zm. 4 kwietnia 1932 w Wiedniu) – austriacki dyplomata i polityk, czeskiego pochodzenia, minister spraw zagranicznych Austro-Węgier w latach 1916–1918.
Urodzony w całkowicie zniemczonej czeskiej rodzinie arystokratycznej. Po skończeniu prawa w 1895 roku zatrudnił się w korpusie dyplomatycznym Austro-Węgier. Został wysłany na placówkę do ambasady w Paryżu. W 1899 roku został przeniesiony do Hagi. W trzy lata później zakończył karierę z powodu ciężkiej choroby płuc. W międzyczasie w 1897 roku ożenił się z hrabiną Marią Kinsky z Wichnitz.
Po powrocie do Austro-Węgier został reprezentantem niemieckiej Partii Ludowej (Deutsche Volkspartei) w czeskim parlamencie. Wkrótce stał się bliskim doradcą następcy tronu Franciszka Ferdynanda. Na jego prośbę wrócił w 1912 do służby dyplomatycznej. W 1913 roku przebywał na placówce w Bukareszcie.

## I wojna światowa
Po zabójstwie Franciszka Ferdynanda w Sarajewie i wybuchu wojny Ottokar Czernin brał czynny udział w polityce zagranicznej jako doradca następcy tronu Karola I. Po śmierci cesarza Franciszka Józefa nowy cesarz Karol I Habsburg powołał 22 grudnia 1916 roku Ottokara Czernina na ministra spraw zagranicznych. Urząd sprawował do kwietnia 1918 roku, kiedy to podał się do dymisji po tym jak Georges Clemenceau opublikował dokumenty z tajnych rokowań Austro-Węgier z państwami Ententy dotyczących zawarcia pokoju.
Później do samego końca wojny w listopadzie 1918 roku był przedstawicielem Austro-Węgier w negocjacjach pokojowych w 1918 roku z Rumunią, Rosją i Ukrainą. Był autorem koncepcji konfliktowania między sobą tych części monarchii, które dążyły do niepodległości. To głównie jego polityka doprowadziła do konfliktu Polaków z Ukraińcami i podpisania 19 marca 1918 roku pokoju w Brześciu.
Po zakończeniu wojny był członkiem Rady Narodowej Republiki Austrii. Wycofał się z życia politycznego z końcem 1924 roku.

## Odznaczenia[1]
- Order Złotego Runa
- Krzyż Wielki Orderu Świętego Stefana
- Krzyż Wojenny za Zasługi Cywilne I kl.
- Medal Jubileuszowy Pamiątkowy dla Sił Zbrojnych i Żandarmerii
- Medal Jubileuszowy Pamiątkowy dla Cywilnych Funkcjonariuszów Państwowych
- Krzyż Jubileuszowy dla Cywilnych Funkcjonariuszów Państwowych
- Krzyż Mariański
- Kawaler Orderu Orła Czarnego
- Order Świętego Huberta (Królestwo Bawarii)
- Order Korony Rucianej (Królestwo Saksonii)
- Krzyż Wielki Orderu Świętego Aleksandra (Królestwo Bułgarii)
- Krzyż Wielki Orderu Korony Rumunii (Królestwo Rumunii)
- Kawaler Legii Honorowej (Francja)
- Krzyż Zasługi Wojskowej (Księstwo Lippe)